# Holger Badstuber
Holger Badstuber (Memmingen, 13 de março de 1989) é um ex-futebolista alemão que atuava como zagueiro.

## Clube
De 2002 a 2006, Badstuber progrediu através das categorias de base do Bayern de Munique. Ele jogou pelo Bayern de Munique II antes de assinar contrato profissional em julho de 2009, juntamente com seu companheiro de equipe Thomas Müller, tendo sido suplente não utilizado em um número de titulares. Ele fez sua estreia no jogo da primeira liga de 2009-10, contra Hoffenheim. Marcou seu primeiro gol profissional, com um poderoso chute livre, contra Borussia Mönchengladbach em 4 de dezembro de 2009. Em dezembro de 2012, em partida contra o Borussia Dortmund, sofreu rompimento dos ligamentos do joelho numa jogada com Mario Götze. Isto o afastou dos gramados por dezenove meses, retornando em 18 de julho de 2014.

### Seleção nacional
Fez seu primeiro gol pela Seleção Alemã principal em 6 de setembro de 2010, pelas Eliminatórias da Eurocopa de 2012 contra a Seleção do Azerbaijão. Foi então selecionado como um dos 23 jogadores da Alemanha para a Copa do Mundo da África do Sul. Ele começou como titular no jogo de abertura do Grupo D contra a Austrália, no Estádio de Durban, jogando os 90 minutos e ajudando a equipe a conquistar uma vitória por 4–0. Badstuber, também começou o segundo jogo contra a Sérvia em Porto Elizabeth, no Nelson Mandela Bay Stadium. Jogou 77 minutos, antes de ser substituído por Mario Gómez.

## Títulos
Bayern de Munique
- Campeonato Alemão: 2009–10, 2012–13, 2013–14, 2014–15, 2015–16
- Copa da Alemanha: 2009–10, 2012–13, 2013–14, 2015–16
- Supercopa da Alemanha: 2010, 2012
- Liga dos Campeões da UEFA: 2012–13